# ゼーバッハ (チューリッヒ)
座標: 北緯47度23分 東経8度33分 / 北緯47.383度 東経8.550度

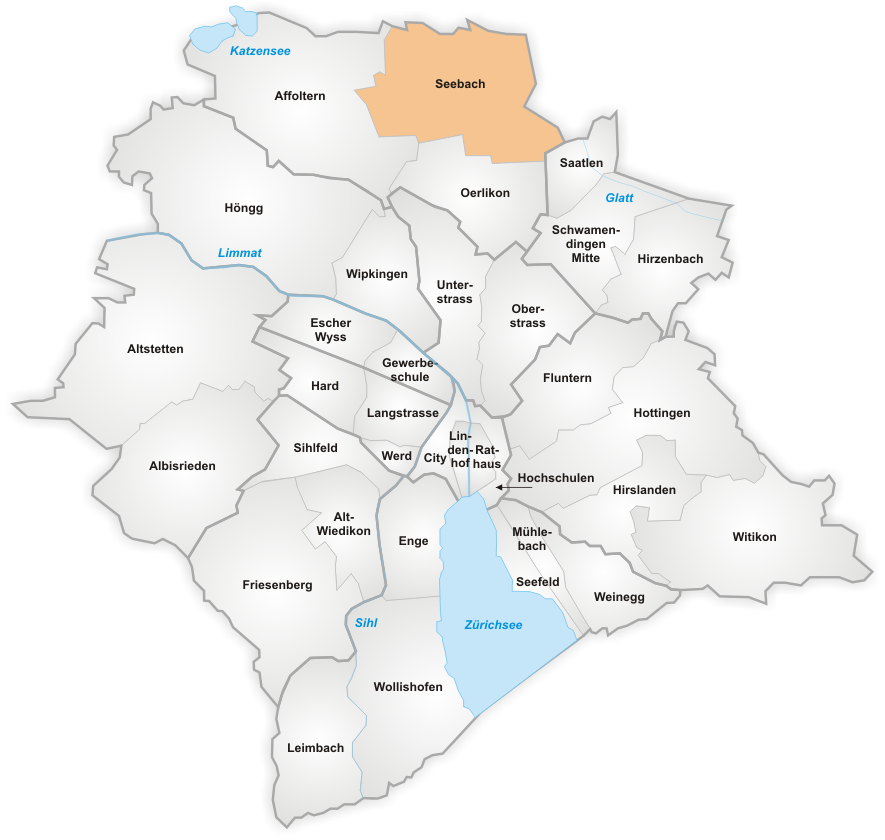
チューリッヒの地区

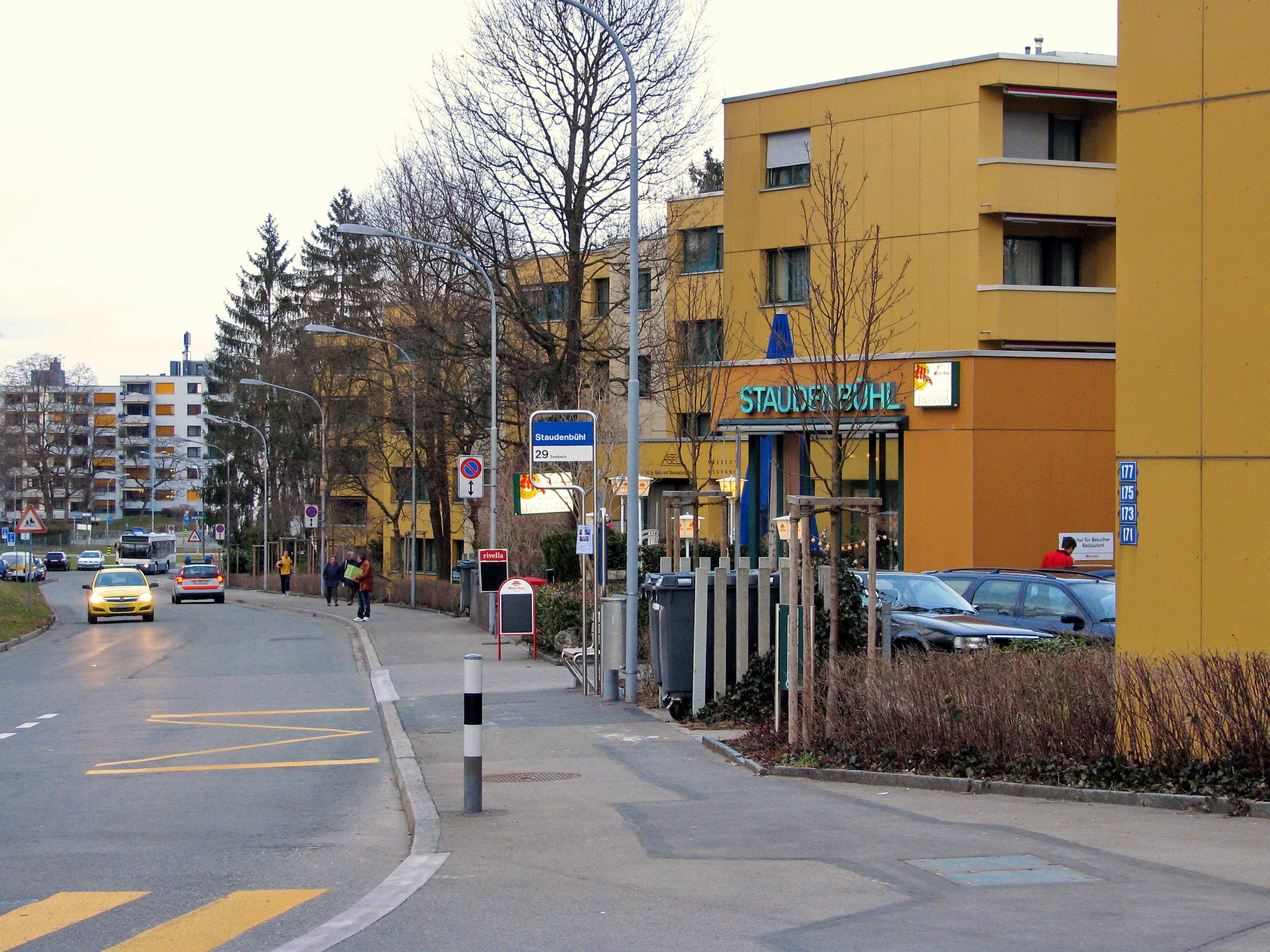
ゼーバッハのアパートメント

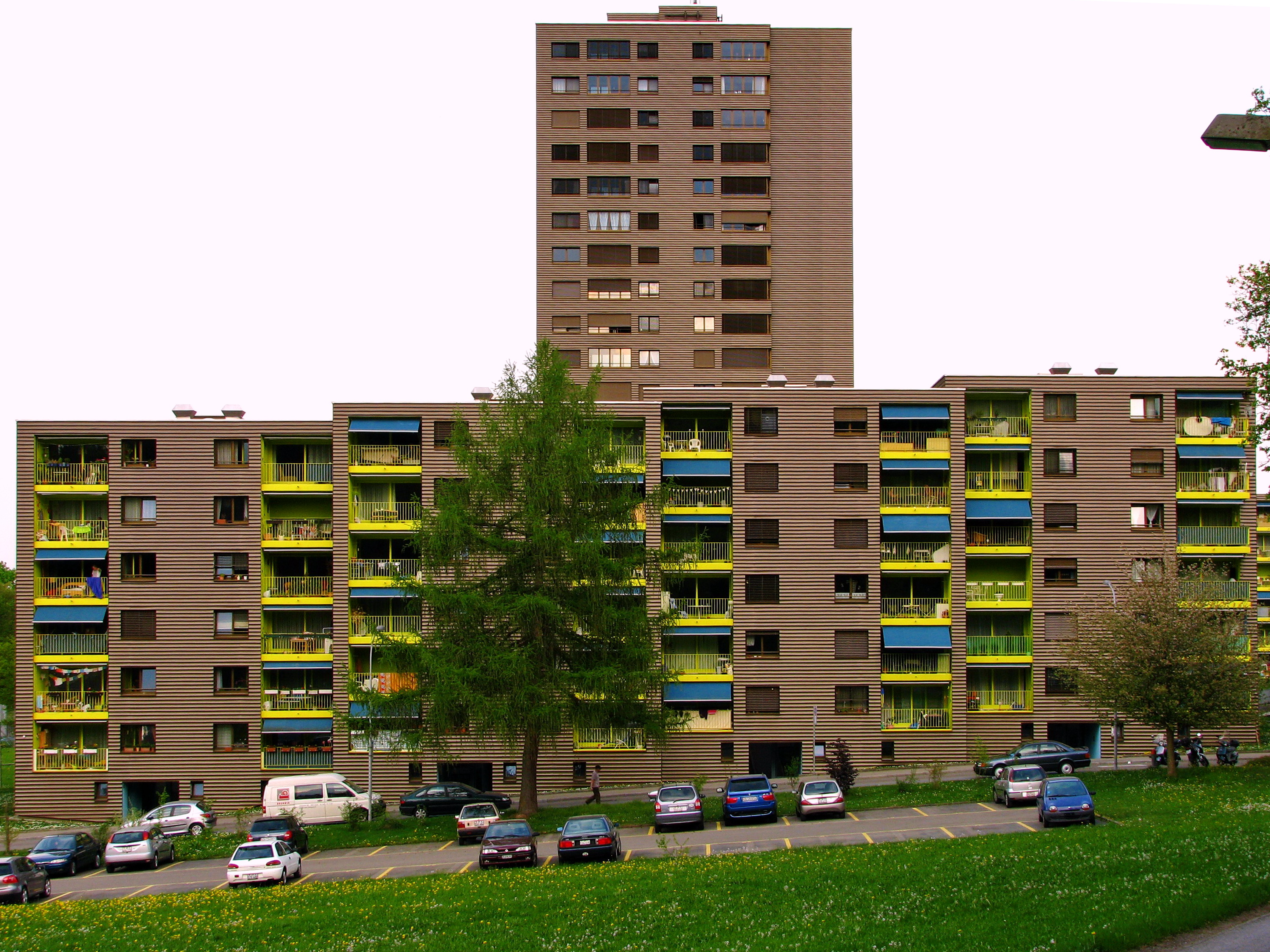
Schwandenholz (ゼーバッハ)

ゼーバッハ（Seebach）は、チューリッヒ、11区の地区であり、グラット・バレー（ドイツ語：グラッタル）にも位置する。
地区は以前は独立した自治体であったが、1934年にエルリコンやアフォルテンと共にチューリッヒに編入された。
地区の人口は19,879人、面積は4.72km²である。

## 交通
チューリッヒ・ゼーバッハ駅には、Sバーン・チューリッヒのS6が停車する。